# القتشين سفلي (مقاطعة تشرام)
القتشين سفلي (بالفارسية: القچین سفلی) هي قرية تقع في قسم الغتشين الريفي (مقاطعة تشرام) في إيران. يقدر عدد سكانها بـ 869 نسمة بحسب إحصاء 2016.